# Сапетня
Сапетня (укр. Сапетня) — село в Николаевском районе Николаевской области Украины.
Население по переписи 2001 года составляло 475 человек. Почтовый индекс — 57114. Телефонный код — 512.

## Местный совет
57113, Николаевская обл., Николаевский р-н, пгт Ольшанское, ул. Ольшанского, 1а